# Dion Crisóstomo
Dion Crisóstomo (Δίων Χρυσόστομος), Dion de Prusa o Dion Coceyo (ca. 40 – ca. 120) fue un orador, escritor, filósofo e historiador griego del Imperio romano que floreció en el siglo I. Se conservan ochenta de sus Discursos. Su sobrenombre Χρυσόστομος significa en griego literalmente «boca de oro».

## Biografía
Nació en Prusa, (actual Bursa), en la provincia romana de Bitinia (actualmente parte del noroeste de Turquía). Su fecha de nacimiento se considera comprendida entre el 40 y el 45. Se convirtió en un cínico y un estoico, y se le considera parte de la segunda escuela sofista de filósofos griegos. Aparentemente vivió en Roma durante el reinado de Tito, pues escribió sobre una escandalosa relación que el emperador tuvo con el púgil Melancomas. Fue crítico con el emperador Domiciano, quien le expulsó de Roma, Italia y Bitinia en el 82 por aconsejar a uno de sus parientes conspiradores. Durante su exilio aparentemente viajó ampliamente por el Imperio, a menudo vestido con harapos y realizando labores manuales. Después de que Domiciano fuese asesinado en el 96, se dice que Dion habló a un campamento de tropas romanas amotinadas y los persuadió para que aceptasen la voluntad del pueblo romano. Bajo el reinado del emperador Nerva terminó su exilio y adoptó más tarde el apellido Coceyo para honrar el apoyo prestado por él, cuyo nombre completo era Marco Coceyo Nerva. Tras la muerte de Nerva se hizo amigo íntimo del emperador Trajano. En sus últimos años Dion regresó a Prusa, donde aparentemente tuvo cierto estatus, pues hay registros de su participación en un pleito sobre renovación urbana sobre el 111. Se cree que murió algún tiempo después de 112, posiblemente entre 115 y 120.
Sus Discursos cubren un amplio rango de temas y parecen ser versiones escritas de sus charlas. Algunos de estos pueden haber sido preparados para representarlos a Trajano en ocasiones especiales. Los temas incluyen la monarquía, el estilo de vida de Diógenes de Sinope, el vicio y la virtud, la libertad, la esclavitud, la riqueza, la avaricia, la guerra, las hostilidad y la paz, el buen gobierno y otras cuestiones morales.
Fue contemporáneo de Plutarco, Tácito y Plinio el Joven. Aunque no escribió sobre los cristianos como tales, su filosofía ha sido considerada un paralelo moral con la de Pablo de Tarso, e indica que los primeros griegos cristianos recurrieron a las filosofías cínica y estoica cuando desarrollaban su fe. Siendo un estoico, también abogaba por vivir de acuerdo con la naturaleza y llevar una vida sencilla.
No debe confundírsele con Dion Casio, nieto suyo, que también fue un historiador de los romanos, ni con el obispo del siglo IV Juan Crisóstomo de Antioquía.